# Kingdom Under Fire: Circle of Doom
Kingdom Under Fire: Circle of Doom est un jeu vidéo de type action-RPG et hack 'n' slash développé par Blueside et édité par Microsoft Game Studios, sorti en 2007 sur Xbox 360.

## Accueil
- Jeuxvideo.com : 11/20[1]